# Кадріорг (стадіон)
«Кадріорг» (ест. Kadrioru staadion) — багатофункціональний стадіон, розташований в Таллінні, в районі Кесклінн. Один з найбільших стадіонів Естонії.

## Опис
Стадіон був відкритий в 1926 році. Трибуни вміщують 5000 глядачів. Площа стадіону 7,26 га. Для загальної фізичної підготовки на стадіоні є доріжка з тирсою довжиною 330 м, силові машини та бігова доріжка довжиною ~ 60 м у приміщеннях під трибуною.
З 11 лютого 1999 року стадіоном керує Талліннська спортивно-молодіжна рада.
З 2006 року стадіон має сертифікат IAAF (Міжнародна асоціація легкої атлетики), що дозволяє йому проводити змагання міжнародного рівня. Поточний сертифікат був виданий IAAF 18 липня 2011 року після реконструкції арени. Щороку на головній арені стадіону проходить 65-75 заходів, у тому числі 10-15 на міжнародному рівні (це близько 100 днів впродовж сезону).
Стадіон Кадріорг орієнтований на створення умов для тренувань клубів, спортивних шкіл та членів національної збірної Естонії на всіх рівнях та організацію різних змагань. Навчальний майданчик стадіону також є місцем для проведення спортивних днів у навколишніх школах (середня школа Сікупіллі, німецька гімназія Кадріорг, гімназія Й. Вестгольма, гімназія Ласнаме, школа №21). На тренувальному майданчику стадіону "Кадріорг" може трнуватися будь-який охочий за додаткову плату.
В даний час він використовується в основному для проведення футбольних матчів. Є домашнім стадіоном футбольного клубу Левадія. 
До відкриття А. Ле Кок Арена в 2001 році стадіон був домашнім для збірної Естонії з футболу.